# Pete Patterson
James Peter Patterson, detto Pete (Sun Valley, 4 gennaio 1957), è un ex sciatore alpino statunitense.

## Biografia
Sciatore polivalente fratello di Susie, a sua volta sciatrice alpina, ottenne il primo risultato di rilievo in Coppa del Mondo il 25 gennaio 1976, giungendo 5º nella combinata disputata a Kitzbühel: tale risultato sarebbe rimasto il migliore di Patterson nel massimo circuito internazionale. Nel febbraio successivo partecipò ai XII Giochi olimpici invernali di Innsbruck 1976, sua prima presenza olimpica, piazzandosi 13º nella discesa libera; due anni dopo ai Mondiali di Garmisch-Partenkirchen 1978 vinse la medaglia di bronzo nella combinata e si classificò 8º nello slalom gigante, mentre ai XIII Giochi olimpici invernali di Lake Placid 1980, sua ultima presenza olimpica, fu 5º nella discesa libera e non completò lo slalom gigante e lo slalom speciale. L'ultimo piazzamento della sua carriera agonistica fu l'11º posto ottenuto nella discesa libera di Coppa del Mondo disputata ad Aspen il 5 marzo 1981.

## Palmarès

### Mondiali
- 1 medaglia: 
  - 1 bronzo (combinata a Garmisch-Partenkirchen 1978)

### Coppa del Mondo
- Miglior piazzamento in classifica generale: 42º nel 1979